# Thuộc địa của Phoenicia
Thuộc địa của Phoenicia là tập hợp những vùng đất định cư và buôn bán do di dân Phoenicia thành lập bên ngoài Phoenicia. Trong phần đầu của thiên niên kỷ trước Công nguyên, Phoenicia là một thế lực hùng mạnh trên Địa Trung Hải. Họ đã liên lạc giao dịch ở Ai Cập, Hy Lạp và thiết lập các thuộc địa ở các vùng phía tây xa xôi như Tây Ban Nha ngày nay.
Từ Gadir, người Phoenicia kiểm soát việc tiếp cận Đại Tây Dương và các tuyến thương mại đến Anh. Nổi tiếng nhất và thành công của các thuộc địa Phoenicia được thành lập bởi những người định cư từ Tyre trong những năm 814-813 TCN, thuộc địa gọi là Kart-Hadasht (Qart-ḥadašt, nghĩa là "New Town", được biết đến là khởi đầu của Carthage). Carthage về sau thành lập thuộc địa riêng của họ ở phía đông nam Tây Ban Nha, Carthago Nova, nơi cuối cùng đã bị chinh phục bởi kẻ thù của họ, La Mã.
Theo María Eugenia Aubet, Giáo sư Khảo cổ học tại Đại học Pompeu Fabra, ở Barcelona: "Sự hiện diện sớm nhất của vật liệu Phoenician ở phương Tây được ghi lại trong khuôn viên của thành phố cổ Huelva, Tây Ban Nha... Tỷ lệ đồ gốm Phoenician cao trong số vật liệu mới được tìm thấy vào năm 1997 tại Plaza de las Monjas ở Huelva cho thấy có sự hiện diện thường xuyên của người Phoenicia từ đầu thế kỷ thứ 9 trước Công nguyên. Trong những năm 835–800 TCN, trùng với thời gian thành lập thành phố được lưu truyền bởi Flavius Josephus và Timeus."

## Danh mục thành phố và thuộc địa quan trọng của Phoenicia
Kể từ 1.000 TCN, văn hóa của Phoenicia mở rộng ra bên ngoài theo các đoàn người di cư. Dẫn đến sự thành lập các thành phố và thuộc địa trên khắp Địa Trung Hải. Các vị thần Canaanite như Baal và Astarte được tôn thờ từ Síp đến Sardinia, Malta, Sicily, Tây Ban Nha, Bồ Đào Nha và đáng chú ý nhất là ở Carthage (Qart Hadašt) ngày nay thuộc Tunisia.
Ngày nay thuộc Algérie
- Cirta (ngày nay là Constantine)
- Malaca (ngày nay là Guelma)
- Igigili (ngày nay là Jijel)
- Hippo (ngày nay là Annaba)
- Icosium (ngày nay là Algiers)
- Iol (ngày nay là Cherchell)
- Tipasa (ngày nay là Tipaza)
- Timgad (ngày nay là Timgad)

Síp
- Kition (ngày nay là Larnaca)
- Idalion (ngày nay là Dali, Cyprus)
- Marion (ngày nay là Polis, Cyprus)

Ngày nay thuộc Ý
- Sardinia
  - Karalis (ngày nay là Cagliari)
  - Nora
  - Olbia
  - Sulci[4]
  - Tharros
- Sicily
  - Lilybaeaum (ngày nay là Marsala) sau cuộc bao vây Motya và nó bị phá hủy
  - Motya
  - Soluntum
  - Zyz (ngày nay thuộc Palermo)

Ngày nay thuộc Libya
- Leptis Magna
- Oea (ngày nay là Tripoli)
- Sabratha
- Thubactis (ngày nay là Misurata)

Malta
- Maleth (ngày nay là Mdina)[5]
- Għajn Qajjet[6]
- Tas-Silġ[5]
- Mtarfa[7][8]
- Qallilija[9]
- Ras il-Wardija in Gozo[5]

Ngày nay thuộc Mauritanie
- Cerne

Ngày nay thuộc Bồ Đào Nha
- Baal Saphon hoặc Baal Shamen, sau này được La Mã hóa thành Balsa (ngày nay là Tavira, Algarve)[10]
- Lisbon có lẽ chỉ là điểm thương mại.

Ngày nay thuộc Tây Ban Nha
- Abdera (ngày nay là Adra)
- Abyla (ngày nay là Ceuta, trên bờ biển Morocco)
- Akra Leuke (ngày nay là Alicante)
- Gadir (ngày nay là Cádiz)
- Speculum Rotae (ngày nay là Rota)
- Ibossim (ngày nay là Ibiza)
- Malaka or mlk (ngày nay là Málaga)[11]
- Onoba (ngày nay là Huelva)
- Qart Hadašt (tiếng Hy Lạp: Νέα Καρχηδόνα; tiếng Latinh: Carthago Nova; tiếng Tây Ban Nha: Cartagena)
- Rusadir (ngày nay là Melilla, trên bờ biển Morocco)
- Sexi (ngày nay là Almuñécar)

Ngày nay thuộc Tunisia
- Qart Hadašt (tiếng Hy Lạp: Καρχηδόνα; tiếng Latinh: Carthago; tiếng Tây Ban Nha: Carthage)
- Hadrumetum (ngày nay là Susat)
- Hippo Diarrhytus (ngày nay là Bizerte)
- Kerkouane
- Sicca (ngày nay là El Kef)
- Thapsus (gần Bekalta)
- Utica

Ngày nay thuộc Thổ Nhĩ Kỳ
- Phoenicus (ngày nay là Finike)

Ngày nay thuộc Maroc
- Acra
- Arambys (Mogador)[12]
- Caricus Murus
- Gytta
- Lixus (ngày nay là Larache)
- Tingis (ngày nay là Tangier)
- Volubilis

Thuộc địa khác
- Callista (ngày nay là Santorini)
- Calpe (ngày nay là Gibraltar)
- Gunugu
- Thenae
- Tipassa
- Sundar
- Surya
- Shobina
- Tara